# 9869 Yadoumaru
9869 Yadoumaru este un asteroid din centura principală de asteroizi.

## Descriere
9869 Yadoumaru este un asteroid din centura principală de asteroizi. A fost descoperit pe 9 februarie 1992 la Kitami de Kin Endate și Kazuro Watanabe. Asteroidul prezintă o orbită caracterizată de o semiaxă mare de 2,36 ua, o excentricitate de 0,13 și o înclinație de 2,9° în raport cu ecliptica.